# BBC World News
BBC World News est la chaîne d’information internationale en continu du Royaume-Uni. Lancée le 30 janvier 1995, elle est gérée par BBC Worldwide.
Actuellement, BBC World News est la chaîne la plus regardée du réseau BBC avec une audience de 76 millions de téléspectateurs par semaine. Elle est disponible dans plus de 281 millions de foyers à travers plus de 200 pays.

## Histoire de la chaîne

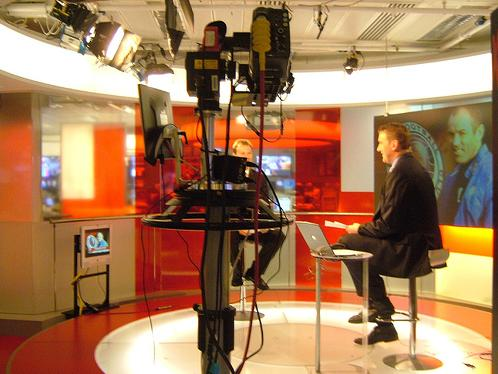
Dans les studios de BBC World en 2007 où l'habillage Calmshell de 2003 était encore à l'antenne.

BBC World a été lancé le 11 mars 1991 sur la chaîne BBC World Service Television sous forme de bulletin d'information de trente minutes. Toutefois, contrairement au réseau de radio BBC World Service, financé par des fonds publics et des subventions gouvernementales, BBC World News n’est pas subventionnée par le gouvernement britannique mais tire ses revenus de la publicité. Son premier régisseur fut Johan « John » Ramsland. L'équipe d'information d'origine se composait de Bob Scholes, Peter Hodge et Mike Casey.
Le 30 janvier 1995, BBC World Service Television se divise en deux chaînes, BBC Prime, chaîne de divertissements payante et BBC World, chaîne d'information 24 h/24 h, cette dernière remplaçant le bulletin de trente minutes.
Dans le cadre de la grande réorganisation de la BBC, notamment l'apparition d'un nouveau logo le 4 octobre 1997, la chaîne reçoit sa première actualisation le 9 novembre 1997, jour de lancement de la chaîne BBC News 24 au Royaume-Uni. Les nouveaux "idents" de la chaîne montrent des drapeaux du monde, dessinés par ordinateur et développés par l'agence Lambie-Nairn design.
Une autre grande relance pour la chaîne fut celle de ses vidéos d'introductions en 1999, à la fois au Royaume-Uni et au niveau mondial, ayant un aspect uniforme composé de rouge et crème et une musique basée sur un style décrit comme "tambours et bips" simulant la propagation dans le monde des ondes radios d'information, composé par David Lowe, cet habillage est appelé Cream,, cependant le breakfiller de Cream disparait vers septembre-octobre 2003 à la suite du projet du renouvellement de l'habillage de BBC World qui aura quelques mois plus tard,.
Le 8 décembre 2003, une nouvelle relance de la chaîne utilisant ces mêmes "tambours et bips", mais avec de nouveaux graphismes eu lieu, nommé Calmshell, mais à une échelle beaucoup moins grande qu'en 1999. La musique fut brièvement changée, tandis que les couleurs dominantes sont devenues noir et rouge, avec des studios couleur verre dépoli, design blanc et rouge pour les couleurs, le breakfiller quant à lui a été changé quelques mois avant le lancement du nouvel habillage,, le jingle de BBC World est un jingle montrant un globe tournant, sur des anneaux, avant que les anneaux se retournent, et le logo BBC World apparait avec l'adresse bbcworld.com, un nouveau compte à rebours montrant la même position du globe mais cette fois ci, le compte a rebours est au centre du globe. Plus tard, en 2004, le slogan de la chaîne est devenu Putting News first, soit : "L'information avant tout", à la fin du jingle ou du compte à rebours, l'adresse "bbcworld.com" est remplacé par Putting News First. Le breakfiller change de musique en août 2005.
Un nouveau compte à rebours apparaît en 2005, remplaçant celui avec le globe tournant, montrant des journalistes et reporters de la BBC dans le monde, il sera par la suite modifié vers fin 2006 du fait que des reporters soient partis dans d'autres chaines.
En janvier 2007, l'habillage Calmshell se refait une beauté avec l'apparition d'une nouvelle musique accompagnant le compte à rebours, l'ouverture du journal change aussi, cependant l'habillage de 2003 restera en place pendant quelques mois,, le jingle avec le globe tournant datant de 2004 à la suite de l'apparition du slogan Putting News First disparaît en avril 2007 avec la mise en place d'un nouveau jingle correspondant à l'habillage de 2007, le breakfiller changera quant à lui en septembre 2007. l'habillage complet restera en place jusqu'en avril 2008.
En avril 2008, la chaîne est rebaptisée BBC World News. De nouveaux graphismes sont produits par l'agence de design Lambie-Nairn, et cet habillage de nomme White look, accompagné de la même musique, légèrement retravaillée par David Lowe,. L'habillage a fait l'objet d'un petit rafraîchissement en 2013 depuis que BBC World News ait demenagé ses studios et sa rédaction de la Television Centre à la Boardcasting house, ce qui inclut un nouveau compte à rebours, et la musique du jingle évolue également,, toujours utilisé depuis.
Depuis 2015, plus de breakfiller est diffusé sur BBC World News laissant place à des pages de publicité pour le tourisme où des promotions pour les émissions diffusés sur la chaine.
En juillet 2019, l'habillage de la chaine est rafraîchie qui inclut la nouvelle police d'écriture maison utilisée par la BBC et nommée après son fondateur: Reith.
Le logo subit également un petit lifting cependant l'habillage blanc utilisé depuis avril 2008 demeure utilisé.
En juin 2006, BBC World News et Discovery Channel ont signé un partenariat qui marque le lancement de la chaîne aux États-Unis.
BBC World News compte aujourd’hui plus de 250 journalistes et 58 bureaux internationaux.
En octobre 1998, 2002 et 2006, BBC World News fut nommé meilleure chaîne d'information aux HOTBIRD Awards.
Le 26 Mai 2022, dans le cadre des réductions et des rationalisations prévues au sein du radiodiffuseur, la BBC a annoncé des plans de consolidation de la chaîne BBC News au Royaume-Uni avec BBC World News. Les changements ont pris effet le 3 Avril 2023, au moment où seul le logo "BBC News" apparaît sur le bandeau de la chaîne.

### Logo

Ancien logo de BBC World News du 25 avril 2008 au 14 juillet 2019
Ancien logo de BBC World News du 15 juillet 2019 au 24 avril 2022
Logo de BBC World News depuis le 25 avril 2022

## Programmes
Si BBC World News donne la priorité à l’information, elle diffuse aussi d’autres programmes consacrés au cinéma ou aux voyages, et des documentaires généralistes.
Les programmes suivants sont indiqués à l' heure anglaise :
- Programmes d’information en direct :
  - BBC News est le programme d'informations durant une demi-heure et diffuse toutes les heures sur BBC World News.
  - The World Today diffusé à 05h00, est une émission d’une heure d’information consacrée au business et au sport. Le bulletin est présenté par Lucy Hockings et Sally Bundock, Programme renommé en The Briefing en novembre 2017
  - World News Today diffusée à 12h00 et 21h00. L’émission a été lancée en juillet 2006 pour marquer l’entrée de BBC World News aux États-Unis. L’édition de 12h00, présentée par George Alagiah, est destinée à capter l’audience américaine à l’heure du petit déjeuner. L’édition de 21h00 a été lancée le 18 septembre 2006. Elle est présentée par Nik Gowing et destinée au public européen. Les deux programmes incluent une édition du World Business Report.
  - The World diffusé à 20h00, est un programme de 27 minutes d’analyse en profondeur des informations de la journée, présenté par Zeinab Badawi. (Remplacé en mai 2007 par World News Today)
  - BBC World News America est un journal de BBC News concacré a l'Amérique présenté par Kattie Kay.

- Programmes d’informations économiques :
  - World Business Report - Informations économiques internationales. Émissions en direct toute la journée de 05h00 à 23h00. L’édition de 22h30 est présentée depuis Londres et New-York.
  - Asia Business Report - Diffusé en direct depuis Singapour sur le décrochage asiatique de BBC World.
  - Middle East Business Report - Diffusé le week-end en différé.
  - Africa Business Report - Informations économiques africaines.
  - India Business Report - Informations économiques indiennes

- Autres programmes en direct : 
  - Asia Today - Programme d’informations consacré à l’Asie. Diffusé trois fois par jour depuis la salle de rédaction mondiale. (Arrêté en 2011)
  - Sport Today – Informations sportives internationales. Diffusé cinq fois par jour.

- Programmes diffusés en différé :
  - HARDtalk – entretiens en face à face
  - Click – nouvelles technologies
  - Fast Track – voyage (Remplacé en 2014 par The Travel Show)
  - Talking Movies – cinéma
  - This Week – analyse des événements de la semaine précédente
  - Newsround – jeunesse news
  - Reporters

De plus, une version spéciale d’une demi-heure du programme de BBC Two, Top Gear est diffusée le week-end, comme d’autres documentaires de la BBC, tels que Holidays in the Danger Zone.
Certains programmes sont réalisés spécialement pour les décrochages locaux de BBC World News. En Inde, les téléspectateurs peuvent ainsi visionner des programmes spécifiques, comme Question Time India, Quiz show University Challenge India, India Business Report, IT India Tomorrow ou Face to Face.

### Présentateurs de la chaîne
- Adnan Nawaz
- Stephen Saucker
- Spencer Kelly

## Réputation et critiques
La chaîne BBC World News est réputée pour son indépendance et l’objectivité de son analyse de l’information et des faits divers. 
Unique chaîne commerciale du réseau public BBC, le statut particulier de BBC World a toutefois nourri des interrogations quant au risque d’influence des annonceurs sur la ligne éditoriale. Aucun exemple de pression n’a toutefois été mis en évidence pour l'heure[réf. nécessaire].

## Censure
La diffusion de BBC World News est aujourd’hui interdite dans plusieurs pays en raison de la couverture d’informations défavorables au pouvoir en place. La chaîne est ainsi censurée en Ouzbékistan, au Zimbabwe et en Chine.

## Diffusion

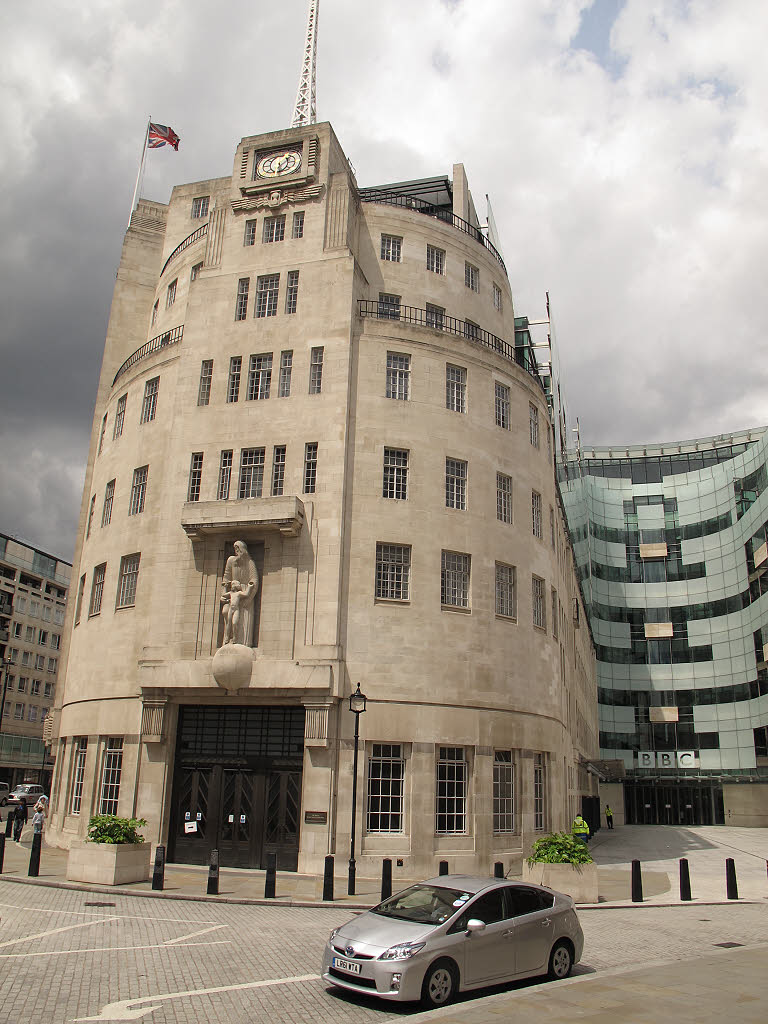
Entrée des locaux de la BBC

La chaîne est retransmise via le réseau Red Bee Media, depuis un centre de diffusion installé dans le "BBC Media Village", à White City, dans l’ouest de Londres. Jusqu'en janvier 2013, les bulletins d’information étaient réalisés au Television Centre, où BBC World News dispose d’une salle de rédaction et d’un studio distincts du reste de BBC News.
Depuis début 2013, la chaîne est maintenant diffusée depuis la Broadcasting House, où les rédactions nationales et internationales travaillent ensemble. Cette salle de rédaction fonctionne de 5 h à 0 h 30 en semaine et de 6 h à 0 h 30 le week-end. Le relais est pris, dans l’intervalle, par le réseau domestique BBC News.
BBC World News est disponible dans 281 millions de foyers, 13 millions de chambres d’hôtel, 48 navires de croisière, 37 compagnies aériennes et 29 plates-formes mobiles. Cette chaîne n’est pas disponible au Royaume-Uni, en raison de la présence de la chaîne d’information nationale BBC News. Néanmoins, à la mi-journée, un journal est diffusé simultanément sur World News et sur BBC Two.

## Canada
La chaîne a été ajouté à la liste des services non canadiens par satellite admissibles du CRTC en 1997